# Układ kwantowy
Układ kwantowy – fizycznie istniejący bądź rozpatrywany teoretycznie układ fizyczny, którego właściwości nie da się przedstawić bez odnoszenia się do mechaniki kwantowej.
Do opisu układów kwantowych używa się przestrzeni Hilberta H. Układy złożone z kilku podukładów opisujemy, używając iloczynu tensorowego przestrzeni Hilberta, na przykład dla {\displaystyle k} podukładów mamy: {\displaystyle H=H_{1}\otimes H_{2}\otimes \ldots \otimes H_{k}.}